# Župnija Dolnji Senik
Župnija Dolnji Senik je rimskokatoliška župnija v Slovenskem Porabju.
Prvi župnik je Jožef Košič, pisatelj. Alajos Batthyány je skrbel tudi za nove šolnike, med njimi je bil Jošef Vogrin, ki se je rodil na Štajerskem in študiral v Mariboru.
Župnijsko cerkev Marijinega oznanjenja je zgradil Alajos Batthyány leta 1815. Verniki so molili od leta 1764 v mali kapeli, ki jo je dala zgraditi ena od grofic družine Batthyány.

## Župniki
- Jožef Košič (1816 - 1829)
- Imre Károly Árendás (1829 - 1834), 2. oktober 1798, Tardos (Županija Komárom), † 30. december 1857,  Stinac.
- István Raiszár (1834 - 1856), * 5. september 1807, Sombotel, † 18. september 1886, Bogojina.
- Štefan Kranc (1856 - 1870), * 4. avgust 1825, Gornji Četar (Gradiščanska), † 23. januar 1884, Tömörd.
- Štefan Žemlič (1870 - 1884)
- Ivan Perša (1887 - 1894)
- Vince pl. Keresztury (1894 - 1909), * 18. januar 1864, Bakovci, župnikoval v Cankovi od leta 1909.
- Jožef Sakovič (1910 - 1913, zatem 1928 - 1930)
- Mirko Lenaršič (1913 - 1924)
- Vincenc Kos (1922 - 1923), * 22. januar 1893, Prisika pri Kőszegu, deloval od leta 1933 na Gornjem Seniku.
- Jožef Tivadar (1931), * 8. januar 1894, Turnišče, † 1937, Dolnji Senik.
- János Fehér (1937 - 1940)
- Márton Tóth (1940 - 1947)
- Nándor Sinkovich (1947 - 1949)
- Béla Török (1949 - 1950)
- Ferenc Hargitai (1950  - 1966)
- Rezső Németh (1966 - 1967)
- Vilmos Harangozó (1979 - danes)